# Ancoraggio chimico
L'ancoraggio chimico viene utilizzato nel campo dell'ingegneria strutturale, per poter fissare alcuni componenti strutturali, ad una struttura solida o per riprese di getto. Uno ancoraggio chimico è un  ancoraggio strutturale di tipo speciale.

## Descrizione
L'ancoraggio chimico (o comunemente detto "tassello chimico") si basa sull'idea di fissare una barra metallica sulla muratura, anziché meccanicamente per attrito o incastro, attraverso l'uso di una "colla" rigida. 

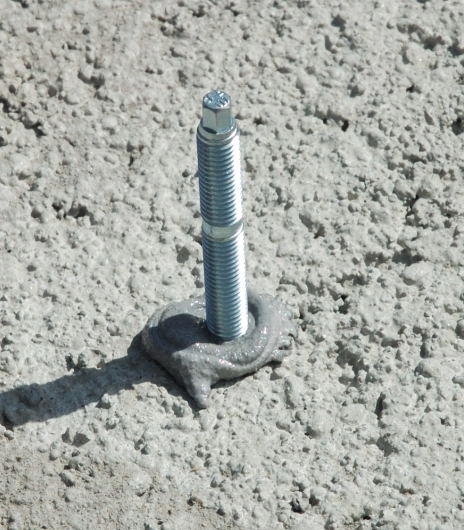
Barra filettata fissata con ancorante chimico

 Tale materiale può agire sia su muratura compatta per incollaggio e incastro sulla rugosità del foro, sia su muratura forata andando a formare un "grumo" che si incastra tra i setti del mattone, grazie anche all'uso di un tassello a rete come accessorio.
I requisiti di tale materiale sono la resistenza meccanica e la velocità di indurimento; a tale scopo si rende necessario l'impiego di resine bi-componente caratterizzate dalla rapida reazione di indurimento omogenea in tutta la massa; per l'applicazione di tali resine il sistema più pratico oggi in uso è la cartuccia bi-componente con cui la resina viene erogata con apposita pistola, e l'uso di un beccuccio miscelatore dove i due componenti erogati in parallelo si miscelano passando attraverso una "spirale" (miscelatore statico) interna al beccuccio.

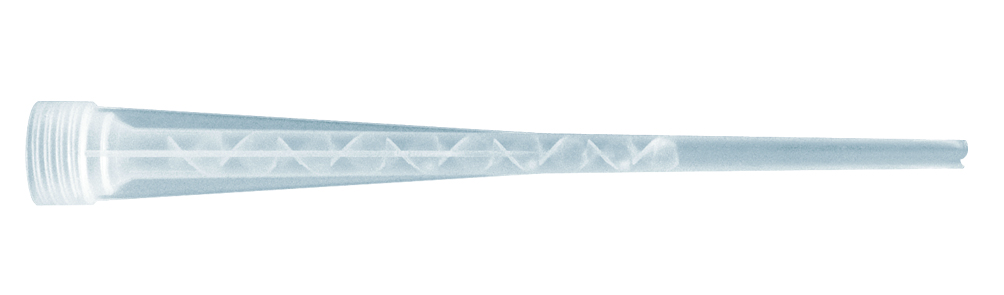
Beccuccio miscelatore per cartucce di ancoranti chimici

Esistono anche ancoranti chimici in fiala in vetro, contenenti una singola dose di resina e catalizzatore (in fialetta separata) utilizzabili solo su supporti pieni, si introducono nel foro e successivamente si inserisce la barra filettata con un trapano a rotopercussione, che rompe la fiala e miscela i componenti che rapidamente induriscono.

## Tipi di resine
I tipi di resina impiegati si distinguono per il tipo di applicazione e la resistenza richiesta, vi sono resine poliestere, resine vinilestere ed epossidiche (resina epossidica). 
Le resine poliestere sono caratterizzate da un buon rapporto qualità prezzo, ma hanno il limite che non devono essere applicate su calcestruzzo costantemente umido per il rischio di idrolisi alcalina che potrebbe a lungo termine comprometterne la resistenza, vengono pertanto destinate ad un utilizzo artigianale, per posa di serramenti, termoidraulica, carpenteria leggera ed applicazione su mattoni forati.
Le resine vinilestere sono caratterizzate da una maggiore resistenza meccanica e la resistenza all'idrolisi alcalina, ciò le rende idonee per l'utilizzo nei fissaggi ad alta resistenza in edilizia e costruzioni, anche per l'inghisaggio di ferri d'armatura per riprese di getti, nella carpenteria metallica pesante e nelle opere stradali.
Le resine epossidiche sono caratterizzate da una ancor maggiore resistenza meccanica e una migliore adesione su fori eseguiti con carotatrici diamantate, per contro hanno un tempo di indurimento circa dieci volte maggiore. Per tali caratteristiche sono utilizzate principalmente per l'inghisaggio di ferri d'armatura per riprese di getti, grazie anche alla maggiore fluidità che meglio si adatta ad iniezione in fori più lunghi.

## Modalità di applicazione

### Applicazione su supporti forati
È necessario l'uso di un apposito tassello a rete, che tratterrà la resina dal cadere dentro alla muratura forata, facilitando la formazione di un conglomerato di resina che si ancorerà ai setti del mattone per incastro.

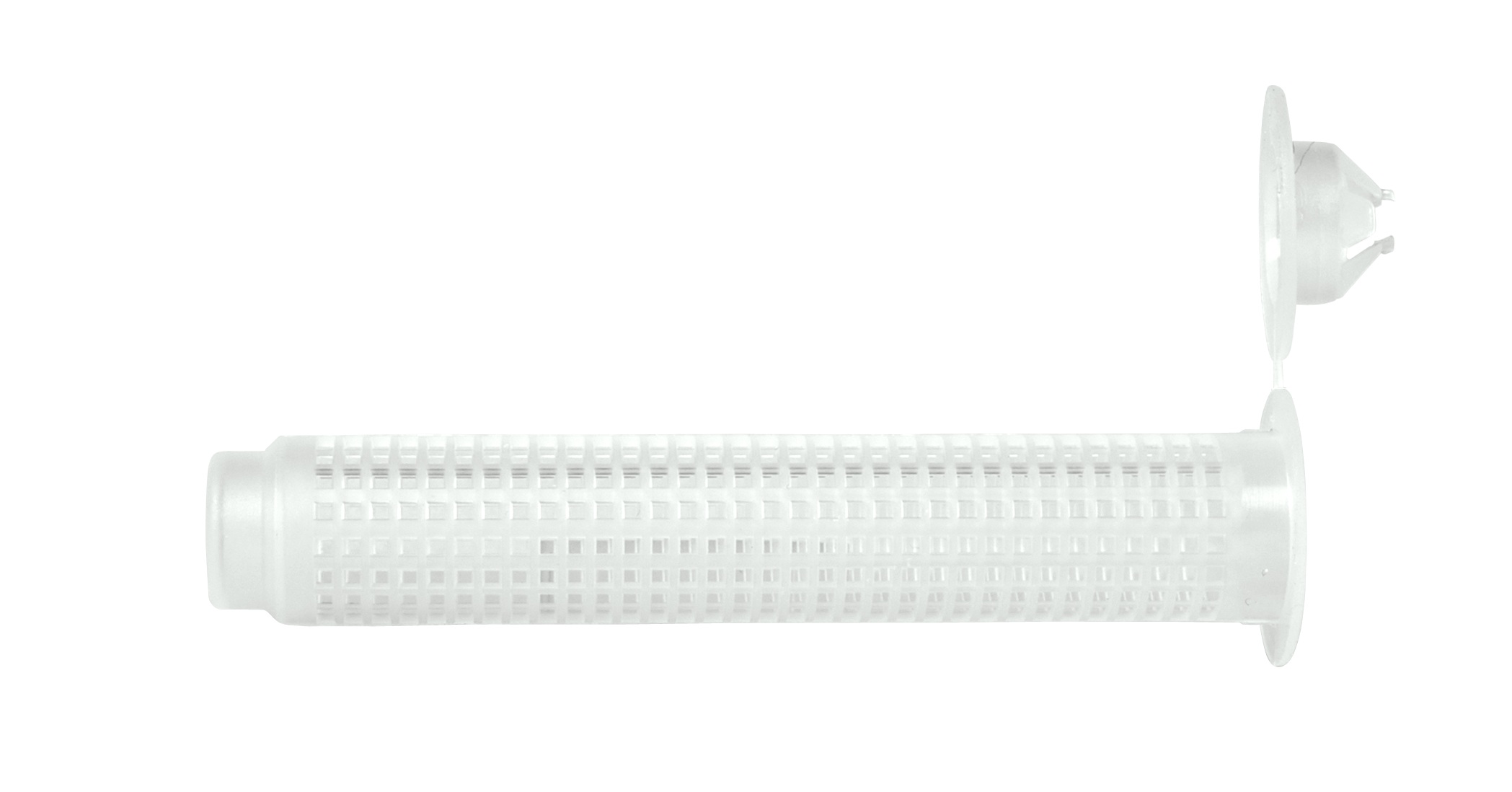
Tassello a rete per ancoraggio chimico su mattoni forati

1. Forare il supporto rispettando il diametro e la profondità di foratura, forare a semplice rotazione per non rompere i setti interni dei laterizi;
2. Svitare il tappo della cartuccia e avvitare il beccuccio miscelatore;
3. Inserire la cartuccia nella pistola erogatrice;
4. Erogare la resina e scartare la parte iniziale fino alla fuoriuscita di resina di colore uniforme;
5. Inserire nel foro il tassello a rete. Se il foro è eseguito su un punto in cui il supporto non è forato, per esempio sulla malta tra due mattoni, non utilizzare il tassello a rete ed eseguire l'installazione come su supporto compatto;
6. Iniettare la resina nel tassello, partendo dal fondo, erogare un quantitativo di resina sufficiente a farla fuoriuscire dalle maglie della rete in quantità adeguata;
7. Inserire la barra ruotandola leggermente per una migliore disposizione dell'ancorante;
8. Rispettare i tempi di posa prima di applicare il serraggio e il carico.

### Applicazione su supporti compatti
1. Forare il supporto rispettando il diametro e la profondità di foratura prescritti; per supporti compatti è raccomandato l'uso di utensile a rotopercussione;
2. Estrarre la polvere dal foro con apposito scovolino e pompetta ad aria. Un livello di pulizia idoneo si ottiene eseguendo in sequenza almeno 2 soffiate, 2 spazzolate e 2 soffiate;
3. La barra o la vite deve essere pulita e esente da olio o grasso, rimuovere eventuali scaglie di ruggine;
4. Svitare il tappo della cartuccia e avvitare il beccuccio miscelatore; per iniezioni profonde più di 15 cm (e max 100 cm) utilizzare una prolunga per il beccuccio tagliandola a misura. Non eccedere nella lunghezza per non aumentare troppo lo sforzo di erogazione. Per un minore sforzo di erogazione tenere le cartucce ad una temperatura tra 15 e 25 °C;
5. Inserire la cartuccia nella pistola erogatrice;
6. Erogare la resina e scartare la parte iniziale fino alla fuoriuscita di resina di colore uniforme, indice di completa miscelazione;
7. Iniettare la resina nel foro partendo dal fondo, riempiendo il foro per circa 2/3 risalendo col beccuccio (in tal modo la fuoriuscita di un lieve eccesso di resina dà la certezza visiva che l'ancoraggio è ottimale);
8. Inserire la barra ruotandola leggermente per una migliore disposizione dell'ancorante. Se necessario, la resina in eccesso può essere rimossa subito o una volta indurita con uno scalpello;
9. Rispettare i tempi di posa prima di applicare il serraggio e il carico.

Se la resina all'interno del beccuccio miscelatore è indurita, un successivo utilizzo richiederà l'uso di un nuovo beccuccio.

### Applicazione su fori umidi o pieni d'acqua
Se il foro nel calcestruzzo o nella muratura compatta è umido o pieno d'acqua, ciò può rallentare la reazione di indurimento. È buona pratica prevedere un tempo di indurimento almeno di 1,5 volte rispetto a quello dichiarato su foro asciutto. In ogni caso riferirsi alle istruzioni dei produttori. Alcune resine non sono idonee su fori pieni d'acqua; in altri casi vengono raccomandati dei fattori di sicurezza riduttivi per il carico. In tali applicazioni le migliori resine utilizzabili sono quelle vinilestere ed epossidiche.

## Sicurezza
Le resine degli ancoranti chimici sono generalmente classificate come preparati Irritanti (Xi), per la presenza di perossido di benzoile nel catalizzatore e per le caratteristiche della resina. Pertanto è necessario prendere visione delle informazioni di sicurezza in etichetta, e per un uso professionale ricevere e visionare la scheda di sicurezza. Successivamente attuare tutte le precauzioni richieste. Generalmente è buona pratica proteggere le mani e la pelle dal contatto, e gli occhi.

## Calcolo
Il calcolo della resistenza meccanica parte dalla conoscenza del supporto su cui è eseguito il fissaggio, solitamente muratura forata o mattoni pieni, o calcestruzzo.
Per quanto riguarda la muratura forata e piena, la resistenza meccanica è ottenuta da prove sperimentali, e i vari produttori di ancoranti chimici solitamente la dichiarano nelle schede tecniche.
L'applicazione dei fissaggi chimici su calcestruzzo offre una maggiore versatilità rispetto ad altri sistemi, per la possibilità di variare la profondità di ancoraggio e la possibilità di ancoraggio in vicinanza dei bordi: gli ancoranti chimici infatti non esercitano sforzi di espansione, pertanto possono essere applicati più vicini ai bordi rispetto ai tasselli ad espansione.
Per l'analisi della resistenza dell'ancoraggio si devono prendere in considerazione le tre principali modalità di cedimento: per rottura della barra d'acciaio, per sfilamento e per rottura del cono di calcestruzzo; queste modalità variano differentemente con la profondità di ancoraggio, la resistenza a rottura della barra è indipendente dalla profondità, lo sfilamento dipende dall'adesione sulla superficie laterale del foro e quindi varia linearmente con la profondità, e la rottura del cono di calcestruzzo varia con il quadrato della profondità. 
In generale i produttori raccomandano profondità di inserimento che tengono conto del migliore risultato ottenibile, anche in relazione ai coefficienti di sicurezza parziali relativi ai modi di rottura. 
Per situazioni più complesse vi è anche da considerare la resistenza a taglio e al momento flettente. Generalmente la resistenza a taglio è quella propria della barra di acciaio, e non dipende dal tipo di ancorante chimico.
Una trattazione completa del calcolo e dimensionamento degli ancoraggi chimici è normata sulle Linee Guida per il Benestare Tecnico Europeo ETAG 001 disponibile sul sito dell'European Organization for Technical Approvals  www.eota.be
Per l'uso degli ancoranti chimici come sistema di fissaggio di ferri d'armatura per riprese di getti di calcestruzzo, non si fa riferimento alla teoria dell'ancoraggio (in cui si considera che il calcestruzzo sia anche sottoposto a trazione) bensì i riferimenti dei calcoli sul calcestruzzo armato dell'Eurocodice 2. In tal caso, su indicazione dei produttori e su eventuale certificazione ETA dell'ancorante chimico, si può assimilare l'inserimento del ferro d'armatura nel calcestruzzo con la resina (ferro d'armatura post-installato) ad un analogo ferro annegato nel getto di calcestruzzo. In tal caso si utilizzano le regole della sovrapposizione dei ferri come da Eurocodice 2.

### Zone sismiche
In presenza di azioni sismiche la vulnerabilità globale di una costruzione può essere fortemente condizionata dalla scelta dei sistemi di ancoraggio post-installati con ancoraggi chimici o meccanici. E in tal senso va evidenziato che nella attuale bozza provvisoria delle Norme Tecniche per Le Costruzioni (quelle approvate dall'Assemblea del 14 novembre 2014, par. 11.4.1.) viene indicata la categoria sismica ETA C2 per ancoranti strutturali.
Occorre in ogni caso fare riferimento ai dati tecnici dei produttori di ancoranti chimici, che di solito riportano dati semplificati e già fruibili per la progettazione.

## Certificazione ETA
L'Unione Europea ha emesso una norma tecnica per la classificazione e l'attestazione dell'idoneità all'uso dei sistemi di fissaggio, attraverso l'EOTA (European Organisation for Technical Approvals) che ha emesso l'ETAG (Europan Technical Approval Guideline) numero 001 per i sistemi di fissaggio. A seguito di ciò è possibile ottenere per un determinato prodotto di fissaggio il corrispondente ETA (European Technical Approval) benestare tecnico europeo che definisce le caratteristiche, l'idoneità agli usi previsti e i requisiti essenziali per i prodotti da costruzione stabiliti dalla CPD (Construction Products Directive)
I sistemi di fissaggio strutturali possono essere quindi valutati secondo tali norme presso istituti accreditati e ottenere l'Attestazione di Conformità e la conseguente marcatura CE.